# اسلام‌جان بهرام‌اف
اسلام‌جان بهرام‌اف (به انگلیسی: Islomjon Bakhromov،  زادهٔ ۱۷ ژوئیهٔ ۱۹۹۵) یک کشتی‌گیر فرنگی‌کار اهل کشور ازبکستان است. وی سابقه حضور در المپیک ۲۰۲۴ پاریس را دارد. 
از افتخارات وی می‌توان به‌ کسب مدال برنز قهرمانی کشتی جهان ۲۰۲۳ اشاره کرد.

## فعالیت حرفه‌ای

### قهرمانی کشتی جهان ۲۰۲۳
بهرام‌اف در وزن ۶۰ کیلوگرم کشتی فرنگی‌ قهرمانی کشتی جهان ۲۰۲۳ بلگراد شرکت کرد، او در این مسابقات حاتم محمود از مصر و هلب ماکارانکا از بلاروس را مغلوب کرد اما در مسابقه بعد به ژولامان شارشنبکوف از قرقیزستان باخت و با توجه به حضور این کشتی‌گیر در فینال، به دیدار شانس مجدد رفت. او در مرحله شانس مجدد پریدون آبولادزه از گرجستان را شکست داد و به دیدار رده‌بندی رسید. وی در این دیدار مهدی محسن‌نژاد از ایران را شکست داد و مدال برنز را بدست آورد.